# Jean Bousquet (acteur)
Pour les articles homonymes, voir Jean Bousquet et Bousquet.
Jean Bousquet est un comédien et directeur de théâtre français né le 22 janvier 1923 à Toulouse, et mort le 2 septembre 1996 dans cette même ville.

## Biographie
Membre de la troupe du Grenier de Toulouse de Maurice Sarrazin, il fait l'essentiel de sa carrière au théâtre.
Il dirige ensuite le théâtre Daniel-Sorano de Toulouse.
Au cinéma, il apparaît comme second rôle dans Lacombe Lucien de Louis Malle en 1974, Coupe-Franche de Jean-Pierre Sauné en 1989, Le Lieu du crime (1986) et Ma saison préférée (1993) d'André Téchiné, et interprète le père Léonard dans Le bonheur est dans le pré d'Étienne Chatiliez, en 1995. Il joue également dans quelques téléfilms dans les années 1980.

## Filmographie

### Cinéma
- 1974 : Lacombe Lucien de Louis Malle
- 1986 : Le Lieu du crime d'André Téchiné
- 1989 : Coupe franche de Jean-Pierre Sauné
- 1993 : Ma saison préférée d'André Téchiné
- 1995 : Le bonheur est dans le pré d'Étienne Chatiliez

### Télévision
- 1981 : La Guerre des chaussettes de Maurice Cloche

## Théâtre
- 1953 : L'Âge canonique de Christian Lude, mise en scène Maurice Sarrazin, Théâtre des Variétés
- 1960 : Mère Courage et ses enfants de Bertolt Brecht, mise en scène Jacques Mauclair, Grenier de Toulouse Festival de Sarlat
- 1961 : Mère Courage et ses enfants de Bertolt Brecht, mise en scène Jacques Mauclair, Grenier de Toulouse Festival de Sarlat
- 1963 : Un mois à la campagne d'Ivan Tourgueniev, mise en scène Pierre Valde, Théâtre du Capitole de Toulouse
- 1965 : Mère Courage et ses enfants de Bertolt Brecht, mise en scène Jacques Mauclair, Grenier de Toulouse Théâtre Daniel Sorano Toulouse
- 1965 : En attendant Godot de Samuel Beckett, mise en scène Roger Blin, Grenier de Toulouse
- 1969 : Jules César de William Shakespeare, mise en scène Jean Deschamps, Festival de la Cité Carcassonne
- 1969 : Le Bossu de Paul Féval, mise en scène Jean Deschamps, Festival de la Cité Carcassonne
- 1970 : Cyrano de Bergerac de Edmond Rostand, mise en scène Jean Deschamps, Festival de la Cité Carcassonne
- 1970 : La Mouette de Tchekhov, mise en scène Antoine Vitez, Théâtre du Midi Carcassonne
- 1970 : La Guerre de Troie n'aura pas lieu de Jean Giraudoux, mise en scène Yves Kerboul, Théâtre du Midi Festival de la Cité Carcassonne
- 1976 : La Dame de chez Maxim de Georges Feydeau, mise en scène Maurice Sarrazin, Grenier de Toulouse
- 1982 : Le Nouvel Appartement de Carlo Goldoni, mise en scène Jean Favarel, Grenier de Toulouse
- 1985 : La Culotte de Carl Sternheim, mise en scène Jacques Rosner, Grenier de Toulouse
- 1986 : La Culotte de Carl Sternheim, mise en scène Jacques Rosner, Théâtre de Grammont
- 1988 : L'Étrange intermède d'Eugene O'Neill, mise en scène Jacques Rosner, Théâtre Daniel Sorano Toulouse, Théâtre des Treize Vents en 1989
- 1992 : Femmes devant un paysage fluvial d'après Heinrich Böll, Théâtre Daniel Sorano Toulouse